# Исторический факт
В исторической науке выделено два типа исторических фактов: собственно исторический факт и научно-исторический факт.
Исторический факт — это действительное событие, имевшее место и обладающее всегда следующими характеристиками: локализованностью во времени и пространстве, объективностью и неисчерпаемостью. Историческое время представлено хронологическими категориями: год, тысячелетие, эра, период, этап и действиями (соотнесения, сопоставления, определения длительности и последовательности, соотнесения синхронности/асинхронности). Историческое время обеспечивает локализацию исторического прошлого во времени и способствует развитию временных ориентаций. Историческое пространство представлено совокупностью природно-географических, политических, общественно-культурных процессов, протекающих на определённой территории. Историческое движение отражает деятельность человека и общества в различных сферах деятельности: трудовой, общественной, политической, культурной, познавательной, международной, по саморазвитию.
Многие ученые выделяли 3 категории исторических фактов:
1. Объективно существующие факты действительности, находящиеся в определённых пространственно-временных рамках и обладающие материальностью (исторические события, явления, процессы);
2. Факты, отраженные в источниках, информация о событии;
3. «Научные» факты, добытые и описанные историком.

Научно-исторический факт — это исторический факт, который стал объектом деятельности историка учёного; результат умозаключения, основывающегося на следах, оставленных прошлым. Эти факты всегда субъективны, отражают позицию учёного, уровень его квалификации, образования. В учебном предмете чаще всего представлены научно-исторические факты, которые описаны, систематизированы и объяснены. Любой исторический факт может содержать общее, всеобщее, единичное. С учётом этой специфики в методике преподавания истории условно выделяются три группы фактов: факт-событие — характеризующий уникальное, неповторимое; факт-явление — отражающий типичное, общее; факт-процессы — определяющий всеобщее. Эти факты подверглись логической обработке и представлены в логических формах: представления (образы) содержат характеристику внешней стороны в форме описания; понятия, идеи, теории которые характеризуют сущность и обеспечивают объяснение исторического прошлого. Факты — процессы представлены описанием, объяснением, оценкой.
Русский историк А. С. Лаппо-Данилевский под понятием «исторический факт», в его характерном, специфическом значении, подразумевал воздействие индивидуальности на среду. Принимая за «индивидуальность» не только человека как единицу, но и социальную группу, а под «окружающей средой» — культуру в целом, прежде всего общественное сознание. 